# Mikroregion Třebechovicko
Mikroregion Třebechovicko je svazek obcí (dle § 49 zákona č.128/2000 Sb. o obcích) v okresu Hradec Králové a okresu Rychnov nad Kněžnou, jeho sídlem jsou Třebechovice pod Orebem a jeho cílem je koordinování celkového rozvoje území mikroregionu na základě společné strategie. Sdružuje celkem 8 obcí a byl založen v roce 1905.

## Obce sdružené v mikroregionu
- Běleč nad Orlicí
- Blešno
- Jeníkovice
- Jílovice
- Ledce
- Očelice
- Třebechovice pod Orebem
- Vysoký Újezd